# أندرو سكوت (سياسي)
أندرو سكوت (بالإنجليزية: Andrew Scott)‏ هو قاضي وسياسي أمريكي، ولد في 6 أغسطس 1789، وتوفي في 13 مارس 1851.